# Wangkui
Der Kreis Wangkui (chinesisch 望奎縣 / 望奎县, Pinyin Wàngkuí Xiàn) ist ein Kreis im Nordosten der Volksrepublik China. Er gehört zum Verwaltungsgebiet der bezirksfreien Stadt Suihua in der Provinz Heilongjiang. Er hat eine Fläche von 2.299 km² und zählt 480.000 Einwohner. Sein Hauptort ist die Großgemeinde Wangkui (望奎镇).
Koordinaten: 46° 52′ N, 126° 38′ O